# Sakari Momoi
Sakari Momoi (百井 盛, Momoi Sakari; Ishigami, 5 februari 1903 – Tokio, 5 juli 2015) was een Japanse supereeuweling. Hij was tot aan zijn dood de oudste erkende levende man ter wereld.

## Levensloop
Momoi werd geboren in het dorp Ishigami (het huidige Minamisoma) in de prefectuur Fukushima. Later verhuisde hij naar Saitama. Hij was directeur van een school. Op 23 juli 2013, bij de dood van de 111-jarige Jokichi Ikarashi, werd Momoi als 110-jarige de oudste erkende levende man in Japan, en op 8 juni 2014, bij de dood van de slechts één dag oudere Amerikaan Alexander Imich, als 111-jarige de oudste man ter wereld. Hij overleed als 112-jarige uiteindelijk aan nierfalen.